# Cornelia de sacerdotiis
Cornelia de sacerdotiis va ser una llei romana establerta pel dictador Sul·la, que retirava al poble el dret a elegir als sacerdots retornant aquest dret als col·legis sacerdotals; la llei també tractava, sembla, de nomenar legats per buscar les profecies sibil·lines.